# Werner Zorn

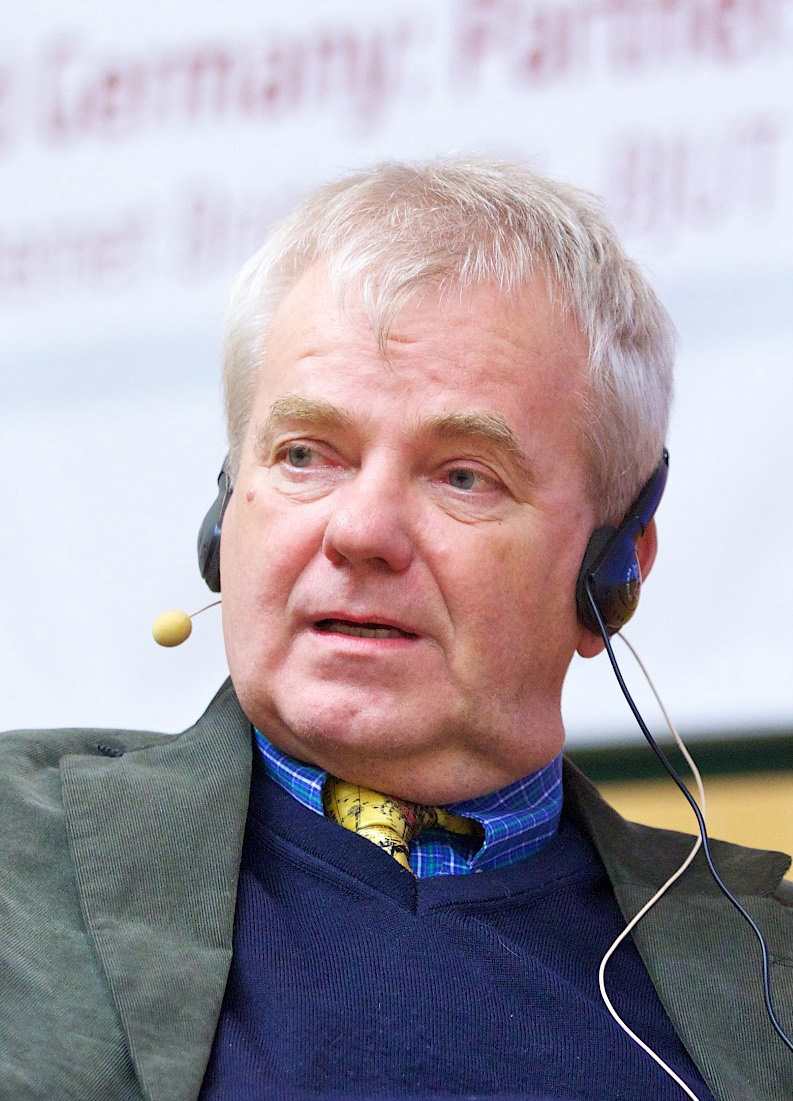
Werner Zorn

Werner Zorn (* 24. September 1942 in Frankfurt am Main) ist ein deutscher Informatiker und Internet-Pionier.
Er war von 2001 bis 2007 Professor für Kommunikationssysteme am Hasso-Plattner-Institut an der Universität Potsdam, zuvor war er an der Universität Karlsruhe als Leiter eines Rechenzentrums und Professor tätig.

## Leben
Werner Zorn, Sohn des Professors Erich Zorn, besuchte von 1949 bis 1953 die Volksschule in Bad Soden am Taunus, danach das Leibniz-Realgymnasium in Frankfurt am Main-Höchst. Nach dem Abitur 1962 studierte er an der TH Karlsruhe Elektrotechnik, Studienrichtung Nachrichtentechnik mit Abschluss als Diplomingenieur (Dipl.-Ing.) Ende 1967. Er promovierte anschließend am Institut des Nachrichtentechnikers und Informatikers Karl Steinbuch mit der Dissertation Einstellverfahren für lineare und nichtlineare Klassifikatoren auf dem Gebiet der Zeichenerkennung.
Im Jahre 1972 wechselte er zum neu gegründeten Fachbereich Informatik der Universität Karlsruhe (TH), wo er in den folgenden 25 Jahren für Aufbau, Betrieb und Weiterentwicklung des Service-Rechenzentrums Informatik-Rechnerabteilung (IRA) leitend verantwortlich war. Nach seiner Berufung zum Professor im Jahre 1979 wählte er die Themen methodische Leistungsanalyse und Datenkommunikation zu seinen Arbeitsschwerpunkten, welche er seitdem kontinuierlich weiterverfolgt.

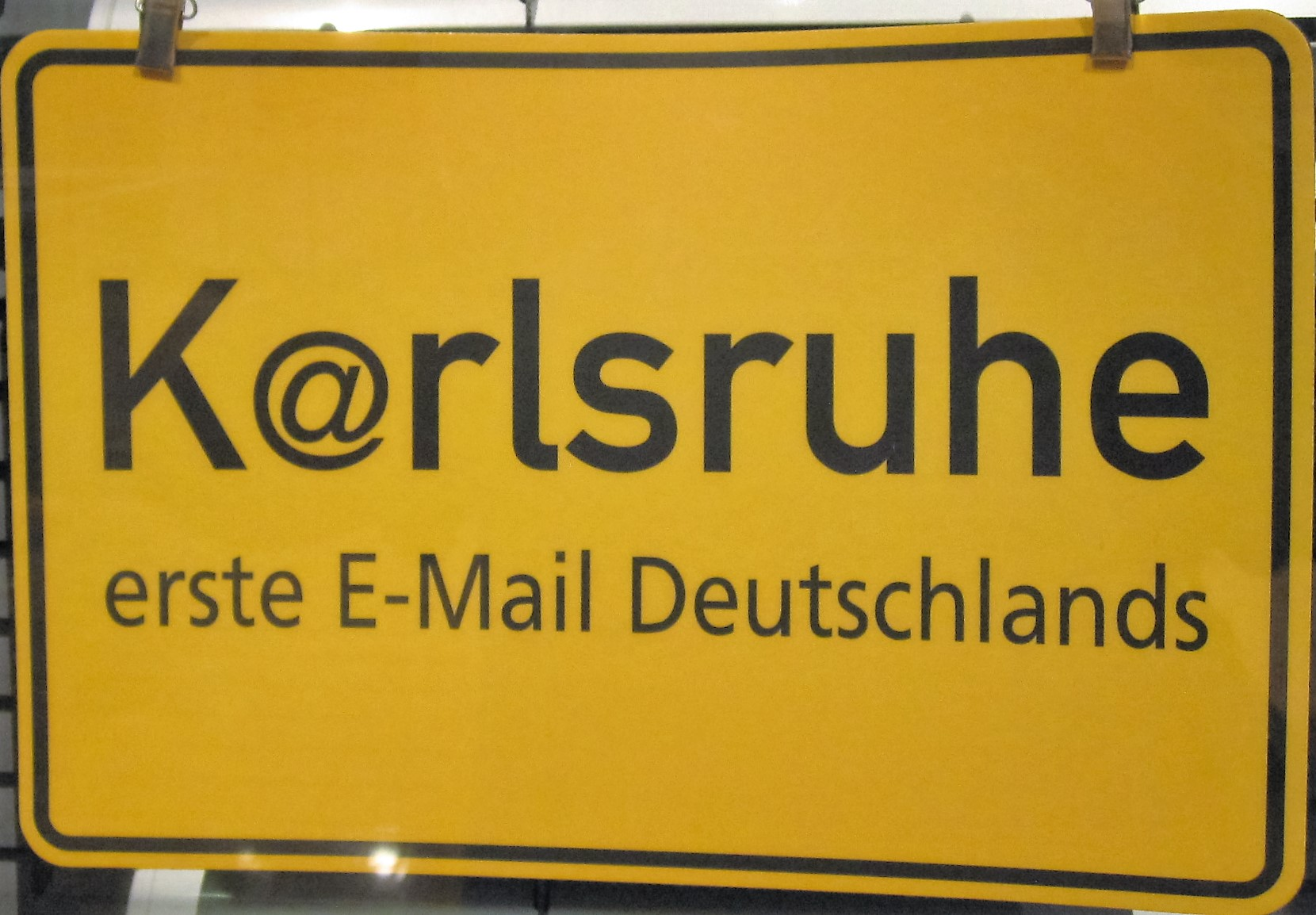
Karlsruhe – erste E-Mail Deutschlands (Heinz Nixdorf MuseumsForum in Paderborn, 2014)

Mit der Ersten Deutschen Internet E-Mail im Jahre 1984, dem Anschluss von China an die internationalen Rechnernetze im Jahre 1987, der Gründung des Unternehmens Xlink 1989 als einem der ersten deutschen Internet Service Provider setzte Zorn frühe Meilensteine.
In seiner Funktion als Admin-C für die Domäne „germany“ mit der E-Mail-Adresse zorn@germany engagierte er sich für den Aufbau eines offenen Verbundes der unterschiedlichen Rechnernetze im deutschen Wissenschaftsbereich (CSNET, EARN, EUnet u. a.). Damit geriet er in Konfrontation mit dem DFN-Verein und wurde zum Hauptkritiker der strikt OSI-orientierten und bis in die 1990er Jahre hinein gegen das TCP/IP-basierte Internet gerichteten Förderpolitik.
Nach seinem Wechsel zum Hasso-Plattner-Institut (HPI) an der Universität Potsdam im Jahr 2001 widmete sich Werner Zorn in Lehre und Forschung dem Problem der hierarchisch konsistenten Modellierung von Kommunikationssystemen, woraus insbesondere 2007 ein methodisch neuartiger Ansatz zur quantitativen Analyse diskreter dynamischer Systeme resultierte.

## Ehrungen (Auswahl)
- 2006: Verleihung des Bundesverdienstkreuzes am Bande[6]
- 2013: Aufnahme in die Internet Hall of Fame, Category Pioneers[7]
- 2014: Verleihung des Chinese Government Friendship Award[8][9]
- 2016: Ehrenmitglied der Leibniz-Sozietät der Wissenschaften zu Berlin.

## Publikationen (Auswahl)
- 1985 Neueste Netznachrichten Sonderausgabe März 1985
- 1988 Wie China mit den internationalen Rechnernetzen verbunden wurde
- 1995 mit Martin Haas: Methodische Leistungsanalyse von Rechensystemen. Handbuch für Informatik 2.6, A. Endres, H. Krallmann, P. Schnupp (Hrsg.). Oldenbourg Verlag, München
- 1996 Endet das Internet im Chaos?, Deutscher Internet Kongress 1996 in Karlsruhe, Mai 1996
- 1997 Hat Deutschland die Internet-Entwicklung verschlafen?, Deutscher Internet Kongress 1997 in Düsseldorf, Mai 1997
- 1998 Über die verfehlte deutsche Internet-Entwicklung
- 2007 FMC-QE – A New Approach in Quantitative Modeling (PDF; 308 kB)
- 2016 Von der Nützlichkeit verständlicher Begriffsdefinitionen am Beispiel „Information“. In: Frank Fuchs-Kittowski; Werner Kriesel (Hrsg.): Informatik und Gesellschaft. Festschrift zum 80. Geburtstag von Klaus Fuchs-Kittowski. Frankfurt am Main, Bern, Bruxelles, New York, Oxford, Warszawa, Wien: Peter Lang Internationaler Verlag der Wissenschaften, PL Academic Research, ISBN 978-3-631-66719-4 (Print), E-ISBN 978-3-653-06277-9 (E-Book).

Musik & Informatik
- 1988 Musik und Informatik – ein Brückenschlag, Fassung vom 25. März 1988 (Eigenpublikation)
- 1995 Semesterkonzert des Collegium Musicum der Universität Karlsruhe, 11. Februar 1995, Dirigent: Hubert Heitz, Solist: Werner Zorn, Klavier
  - George Enescu – 2e Rhapsodie Roumaine op. 11 Nr. 2; Wolfgang Amadeus Mozart – Konzert für Klavier und Orchester Nr. 19 F-Dur KV 459 (ab Minute 13:00) 
  - George Gershwin – Rhapsody in blue; George Enescu – 1re Rhapsodie Roumaine op. 11 Nr 1 (ab Minute 39:50)